# Giuseppe Forlai
Giuseppe Forlai, IGS (* 1972) je italský katolický kněz.
Doktorát z teologie získal na Papežské teologické fakultě Marianum. Později studoval filozofii a etiku na univerzitě Tor Vergata v Římě. Vyučuje mariologii na Papežské gregoriánské univerzitě. Je členem Institutu Ježíše Kněze. V současnosti působí jako spirituál římského semináře Pontificio Seminario Romano Maggiore a spolupracuje v Úřadu pro pastoraci škol. Je autorem mnoha teologických publikací.
Česky vyšla kniha Viděno jinak, vydalo ji nakladatelství Paulínky.

## Dílo
- Darai alla luce un figlio (2015)
- Madre degli apostoli (2014)
- Via Crucis (2014)
- Il mondo rovesciato (2013), česky Viděno jinak (2015)
- Certissima Luce (2012)
- L'Irruzione della Grazia (2010)
- In questo mundo benedetto (2010)[1]